# كيم هيوز (عسكري)
كيم هيوز (بالإنجليزية: Kim Hughes)‏ هو عسكري بريطاني، ولد في 12 سبتمبر 1979.